# Dammarie-sur-Saulx
Dammarie-sur-Saulx ist eine französische Gemeinde mit 369 Einwohnern (Stand: 1. Januar 2022) im Département Meuse in der Region Grand Est (vor 2016 Lothringen). Die Gemeinde gehört zum Arrondissement Bar-le-Duc und zum Kanton Ligny-en-Barrois. Die Einwohner werden Dammariotes genannt.

## Geografie
Dammarie-sur-Saulx liegt an der Saulx im Süden des Départements Meuse, etwa 20 Kilometer südsüdöstlich von Bar-le-Duc und etwa 70 Kilometer westsüdwestlich von Nancy.
Umgeben wird Dammarie-sur-Saulx von den Nachbargemeinden Ménil-sur-Saulx im Nordwesten und Norden, Le Bouchon-sur-Saulx und Ligny-en-Barrois im Norden, Villers-le-Sec im Nordosten, Hévilliers im Osten, Morley im Süden sowie Juvigny-en-Perthois im Westen.

## Bevölkerungsentwicklung
| Jahr                       | 1962 | 1968 | 1975 | 1982 | 1990 | 1999 | 2006 | 2019 |
| -------------------------- | ---- | ---- | ---- | ---- | ---- | ---- | ---- | ---- |
| Einwohner                  | 513  | 481  | 471  | 502  | 512  | 403  | 418  | 385  |
| Quellen: Cassini und INSEE |      |      |      |      |      |      |      |      |

## Sehenswürdigkeiten
- Kirche Nativité-de-la-Sainte-Vierge, 1478 erbaut
- Schloss Le Fourneau aus dem 19./20. Jahrhundert

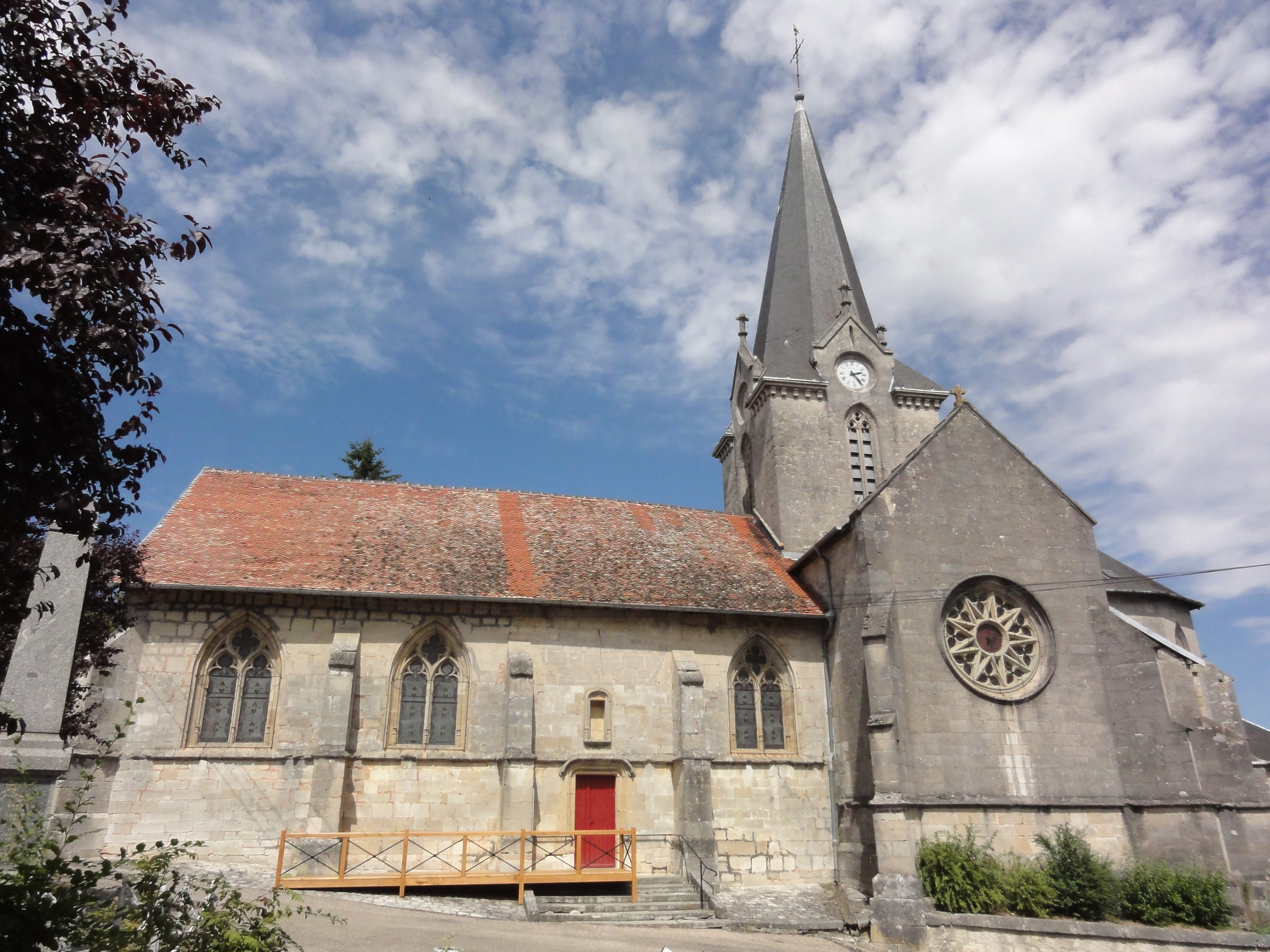
Kirche Nativité-de-la-Sainte-Vierge